# マン島領主
マン島領主（マンとうりょうしゅ、英: Lord of Mann、マン島語: Çhiarn Vannin）は、イギリスの王室属領であるマン島の領主 (lord proprietor) であり元首である。2022年以降のマン島領主は、イギリス国王チャールズ3世である。1504年以前はマン島王 (King of Mann) であった。

## イギリス国王との関係
マン島王は1399年にイングランド王の臣下となり、その関係はグレートブリテン国王に引き継がれた。1765年のマン島購入法に基づき領主(lord proprietor)の権利は7万ポンドと年2000ポンドの年金でイギリス王室に売却され、国王 (the Crown) に統合された。当時のイギリス国王ジョージ3世がマン島を統治する初のイギリス君主となり、マン島領主となった。文化と伝統の理由から、マン島領主(Lord of Mann)の称号が使われ続けている。マン島におけるロイヤル・トースト（君主に対する乾杯）の掛け声は"The King, Lord of Mann"（マン島領主たる国王）である。この言葉は、チャールズ3世がマン島の君主であると宣言されたときにも使用された。
女王の場合、ヴィクトリアは"Lady of Mann"と称したが、エリザベス2世は"Lord of Mann"と称した。

## 領主の一覧

### 1504年以前
1504年以前のマン島の統治者は一般にマン島王 (King of Mann) の称号を使用した。

### 16世紀
- 第2代ダービー伯爵トーマス・スタンリー（英語版） 1504年 - 1521年
- 第3代ダービー伯爵エドワード・スタンリー（英語版） 1521年 - 1572年
- 第4代ダービー伯爵ヘンリー・スタンリー（英語版） 1572年 - 1593年
- 第5代ダービー伯爵ファーディナンド・スタンリー 1593年 - 1594年

### 相続争い（1594年 - 1607年）
第5代ダービー伯爵ファーディナンド・スタンリーには息子がおらず、その死後、ファーディナンドの娘たちとファーディナンドの弟のウィリアム・スタンリーの間で相続争いが起き、1598年に枢密院で審理が行われた。枢密院は、マン島の権利は当時のイングランド女王エリザベス1世にのみ属し、マン島の権利をダービー伯爵家に与えた1405年の勅許状は無効であると判断した。それは、マン島のそれ以前の統治者である初代ノーサンバランド伯ヘンリー・パーシーが反逆罪を犯したにもかかわらず法的措置が取られなかったためである。
エリザベス1世は、ダービー伯爵家のイングランド王室に対する功績を考慮して、マン島に対する自身の権利を撤回し、権利争いをしている者の中で最良の継承者の決定を枢密院に委ねた。枢密院は、イングランドの国璽が押印された勅許状に基づくマン島に対する権利は、イングランドの慣習法に従って「男性相続人」ではなく「一般相続人」に相続されるとして、権利はファーディナンドの娘たちに与えられると判断した。ウィリアムは、マン島に関する権利がファーディナンドの娘たち（ウィリアムの姪）に分割相続された後に、それを購入することに同意した。

### 暫定措置（1607年 - 1609年）
相続争いはファーディナンドの娘たちが正当な相続人であるという裁定で決着した。しかし、長女が成人するのは1609年であるため、国王ジェームズ1世は勅許状により以下の2人を臨時領主に任命した。
- 初代ノーサンプトン伯ヘンリー・ハワード 1607年 - 1608年
- 初代ソールズベリー伯ロバート・セシル 1608年 - 1609年

当初の勅許状は無効とされ、イングランド議会は国王ジェームズ1世の名のもとに「ダービー伯爵ウィリアムの名前と血脈の下にマン島を保証し確立する法律」を1609年に成立させ、「マン島領主」という称号を法的に確立させた。1609年7月7日の勅許状により、第6代ダービー伯爵ウィリアム・スタンリーにマン島の領有権が与えられた。それ以降のマン島領主の継承は、この勅許状に記載された条件に基づいて行われた。

### 17世紀・18世紀
- 第6代ダービー伯爵ウィリアム・スタンリー 1609年 - 1612年
- エリザベス・ド・ヴィアー（英語版）（ウィリアム・スタンリーの妻） 1612年 - 1627年
- 第7代ダービー伯爵ジェームズ・スタンリー（大スタンリー） 1627年 - 1651年
- 第3代フェアファクス卿トーマス・フェアファクス 1651年 - 1660年（空位時代に護国卿オリヴァー・クロムウェルが任命）
- 第8代ダービー伯爵チャールズ・スタンリー（英語版） 1660年 - 1672年（チャールズ2世によりダービー伯爵家に復帰）
- 第9代ダービー伯爵ウィリアム・スタンリー 1672年 - 1702年
- 第10代ダービー伯爵ジェームズ・スタンリー 1702年 - 1736年
- 第2代アソル公爵ジェームズ・マレー 1736年 - 1764年
- シャーロット・マレー（英語版）（ジェームズ・マレーの娘）と第3代アソル公爵ジョン・マレー（ジェームズ・マレーの甥でシャーロットの夫） 1764年 - 1765年

1736年の第10代ダービー伯爵の死後、第7代ダービー伯爵の娘の孫に当たる第2代アソル公爵ジェームズ・マレーがマン島領主を継承した。

### イギリス国王への統合
1765年、第2代アソル公爵ジェームズ・マレーの娘のシャーロット・マレーは、マン島の領有権を7万ポンドと年2千ポンドの年金でイギリス王室に売却した。1765年のマン島購入法により、「マン島領主」の称号は国王 (the Crown) に統合された。それ以来、マン島領主はイギリス国王が継承している。
- ジョージ3世 1765年 - 1820年
- ジョージ4世 1820年 - 1830年
- ウィリアム4世 1830年 - 1837年
- ヴィクトリア 1837年 - 1901年
- エドワード7世 1901年 - 1910年
- ジョージ5世 1910年 - 1936年
- エドワード8世 1936年
- ジョージ6世 1936年 - 1952年
- エリザベス2世 1952年 - 2022年
- チャールズ3世 2022年 -

1828年、アソル公爵家がマン島に残した全ての財産および権利は、イギリス政府の大蔵省に417,144ポンドで売却された。

## 副総督
マン島領主の権限は、マン島副総督 (Lieutenant Governor of the Isle of Man) によって代行される。